# Gora Strahova
Gora Strahova (englische Transkription von russisch Гора Страхова Gora Strachowa) ist ein Nunatak in den Prince Charles Mountains des ostantarktischen Mac-Robertson-Lands. Er ragt in der Aramis Range auf.
Russische Wissenschaftler benannten ihn. Der weitere Benennungshintergrund ist nicht überliefert.